# Adoretosoma fairmairei
Adoretosoma fairmairei är en skalbaggsart som beskrevs av Gilbert John Arrow 1899. Adoretosoma fairmairei ingår i släktet Adoretosoma och familjen Rutelidae. Inga underarter finns listade i Catalogue of Life.